# ناحیه الم اسپرینگز (شهرستان واشینگتن، آرکانزاس)
ناحیه الم اسپرینگز، شهرستان واشینگتن، آرکانزاس (به انگلیسی: Elm Springs Township) یک منطقهٔ مسکونی در ایالات متحده آمریکا است که در شهرستان واشینگتن، آرکانزاس واقع شده‌است. ناحیه الم اسپرینگز ۱٬۹۱۲ نفر جمعیت دارد و ۳۷۴ متر بالاتر از سطح دریا واقع شده‌است.